# Штефан Блехер
Штефан Блехер (нім. Stefan Blöcher, 25 лютого 1960) — німецький хокеїст на траві.
Срібний призер Олімпійських Ігор 1984, 1988 років.